# Bac-du-Sud British Cemetery
Bac-du-Sud British Cemetery is een Britse militaire begraafplaats met gesneuvelden uit de Eerste Wereldoorlog. Ze is gelegen in het Franse dorp Bailleulval (departement Pas-de-Calais). De begraafplaats werd ontworpen door Charles Holden en ligt aan de weg van Doullens naar Arras op 2,3 km ten westen van het dorpscentrum (gemeentehuis). Het terrein heeft een trapeziumvormig grondplan met een oppervlakte van 2.257 m² en wordt deels omsloten door een haag en deels door een bakstenen muur. De open toegang aan de straatzijde wordt gemarkeerd door drie witte stenen zuiltjes. Het voorste gedeelte van de begraafplaats wordt door een muur in twee verdeeld met in het linkse deel de Duitse graven en in het rechtse deel de Stone of Remembrance. Enkele traptreden lager liggen de perken met de Britse graven, met in de noordelijke hoek het Cross of Sacrifice. De begraafplaats wordt onderhouden door de Commonwealth War Graves Commission.
Er liggen 742 slachtoffers begraven waaronder 4 niet geïdentificeerde.

## Geschiedenis
De begraafplaats werd in maart 1918 door de 7th, de 20th en de 43rd Casualty Clearing Stations aangelegd, maar bij het begin van de Duitse opmars aan het einde van die maand, werd hun plaats ingenomen door veldhospitalen van de 31st Division en het Canadian Corps van wie de eenheden aan het front van Arras vochten. In augustus en september, toen de Duitsers waren teruggedrongen, werden de 45th en de 46th Casualty Clearing Stations in de buurt opgesteld.
Onder de geïdentificeerde doden zijn er 636 Britten, 48 Canadezen en 54 Duitsers.

## Graven

### Onderscheiden militairen
- Philip Prideaux Budge, luitenant-kolonel bij de Royal Field Artillery werd onderscheiden met de Distinguished Service Order (DSO).
- onderluitenant W.F. Hughes (Royal Fusiliers) werd onderscheiden met het Military Cross en de Military Medal (MC, MM).
- de majoors John Archibald Trebilcock (Royal Field Artillery), John Leckie (Machine Gun Corps (Infantry)) en Jonas William Anderson (Royal Army Medical Corps), de kapiteins Reginald Alderson (Lancashire Fusiliers) en John Herbert Towne Letts (Royal Air Force), de luitenants Jesse Dell Berridge (Royal Engineers), R.D. Gamble (Coldstream Guards) en George Robin Thatcher (Royal Garrison Artillery) en regiment sergeant-majoor John Henry Armitage (Northumberland Fusiliers) werden onderscheiden met het Military Cross (MC).
- compagnie sergeant-majoor E. Frost (Grenadier Guards), de sergeanten W.G. Taylor (Guards Machine Gun Regiment), E. Jones (Welsh Guards) en Thomas Moore (Royal Field Artillery), de soldaten J.J. Cross (Royal Fusiliers) en W. Neil (Canadian Infantry) werden onderscheiden met de Distinguished Conduct Medal (DCM). Korporaal C.A. Patriquin (Canadian Infantry) ontving ook nog de Military Medal (DCM, MM).
- sergeant James William Hearn (Royal Berkshire Regiment) en korporaal Emlyn Jones (Gordon Highlanders)  werden tweemaal onderscheiden met de Military Medal (MM and Bar).
- nog 26 militairen werden onderscheiden met de Military Medal (MM).

### Minderjarige militair
- kanonnier R. Crowthher (Royal Garrison Artillery) was 17 jaar toen hij op 13 juli 1918 stierf.

### Alias
- kanonnier James Lofthouse diende onder het alias J. Wilson bij de Royal Garrison Artillery.